# Capela de Nossa Senhora do Campo
A Capela de Nossa Senhora do Campo está localizada na freguesia de Campo de Besteiros, município Tondela, em Portugal.
Está classificada como Imóvel de Interesse Público desde 1974.

## História
As origens do culto a Nossa Senhora do Campo são bastante remotas, envolvendo uma lenda relacionada com a aparição da imagem, possivelmente no século XV. A primitiva capela foi erguida próximo do local onde a imagem teria sido encontrada, e depois substituída por uma outra, edificada no início do século XVII ou, mais concretamente, cerca de 1616, data visível na lápide do actual portal. O templo surge mencionado na Corografia Portuguesa do padre Carvalho da Costa (tomo II, p. 196), mas infelizmente sem descrição. Assim, as informações relativas à capela seiscentista são muito reduzidas, embora se conservem ainda alguns dos seus elementos, integrados na reconstrução de que o templo foi objecto, já no decorrer do século XVIII. 
Na verdade, a devoção a Nossa Senhora do Campo era muito popular na região, tendo conhecido um maior dinamismo com a instalação, em 1723, da ordem Terceira de Nossa Senhora do Monte do Carmo. A ordem foi responsável por uma ampla reforma do templo, actualizando a sua linguagem arquitectónica e, principalmente, decorativa. Os trabalhos tiveram início em 1730, construindo-se, também, a Casa do Despacho, mas a sua conclusão aconteceria, apenas, em 1776. Nestes cerca de 46 anos de obras, há a assinalar a conclusão dos diversos altares: em 1737 os altares da nave; em 1769/71 os retábulos colaterais e em 1771 o retábulo-mor. Em 1774 terminavam-se os telhados e dois anos mais tarde toda a obra, com a pintura em perspectiva do tecto da nave e capela-mor. 

## Arquitetura
Apesar da sua edificação num período avançado do século XVIII, a configuração do templo expressa um apego a fórmulas depuradas, mais próximas da arquitectura chã do que de um barroco setecentista. A fachada principal delimitada por pilastras nos cunhais (rematadas por pináculos), e terminando em empena, é marcada pelo portal principal de verga recta encimado por frontão triangular sobre o qual se abre um óculo quadrilobado a interromper o friso que liga ambas as pilastras. 
No interior, observa-se um muito maior dinamismo visual, com os retábulos rococó a testemunhar a actualidade estética patrocinada pelos terceiros e, ao que tudo indica, pelas esmolas dos fiéis. A nave única, com altares colaterais em ângulo e púlpito, articula-se com a capela-mor através de arco triunfal de volta perfeita. Esta última configura um espaço octogonal, com retábulo de talha polícromo, rococó e tecto de madeira oitavado com pinturas. Ladeiam o retábulo duas pinturas representando a Anunciação e a Assunção da Virgem. No corpo da capela, a abóbada é pintada em perspectiva figurando, ao centro, Nossa Senhora do Carmo e o Menino a estender os escapulários às almas do Purgatório. Sem base documental que o suporte, este tecto foi atribuído a Pascoal Parente, mas a definição mais rigorosa de um corpus pictórico do pintor tem vindo a afastar esta ideia. Pelo contrário, o tecto de Vilar de Besteiros encontra bastantes afinidades com um outro, executado por um pintor regional, na igreja de S. Salvador do Mosteiro de Fráguas'